# Гончарова, Антонина Васильевна
Антонина Васильевна Гончарова (род. 28 мая 1936, Деево) — советский и российский учёный в области селекции и семеноводства кормовых культур, член-корреспондент РАН (2014). Заслуженный работник сельского хозяйства Российской Федерации (1996).

## Биография
Родилась 28 мая 1936 года в деревне Деево Алексинского района Тульской области.
В 1966 году окончила Иркутский сельскохозяйственный институт. Работала младшим научным сотрудником (1960—1962), старшим научным сотрудником (1962—1964), заведующей группой однолетних трав (1964—1965), заведующей отделом селекции и первичного семеноводства кормовых культур (1965—1977) Тулунской государственной селекционной станции.
С 1977 года заведует лабораторией трав Сибирского НИИ растениеводства и селекции.
В 2000 году защитила докторскую диссертацию. В 2005 году избрана членом-корреспондентом РАСХН, в 2014 году стала членом-корреспондентом РАН (в рамках присоединения РАСХН к РАН).
Муж — академик П. Л. Гончаров, сын — академик Н. П. Гончаров (род. 1959).

## Научная деятельность
Видный ученый в области селекции и семеноводства кормовых культур.
Является одним из авторов 25 сортов кормовых трав, включенных в реестр по Северному, Центральному, Волго-Вятскому, Западно-Сибирскому, Восточно-Сибирскому, Дальневосточному регионам и в Казахстане.
Автор более 100 научных трудов. Имеет 25 авторских свидетельств на изобретения.

### Избранные труды
- Семеноводство люцерны в Иркутской области: Рекомендации / Соавт.: В. С. Мерзликин, Е. В. Дейнеко. — Иркутск, 1983. — 40 с.
- Технология возделывания люцерны на семена в Сибири и на Дальнем Востоке / Соавт. П. Л. Гончаров; РАСХН. — М., 1987. — 16 с.
- Вика яровая / Соавт.: П. Л. Гончаров и др. — Новосибирск: Новосиб. кн. изд-во, 1989. — 36 с.
- Селекция кормовых трав в Сибири / Сиб. НИИ растениеводства и селекции. — Новосибирск, 2001. — 58 с.
- Тактика проведения весенне-летних полевых работ в хозяйствах Новосибирской области в 2005 г. / Соавт.: А. Н. Власенко и др.; Сиб. НИИ кормов и др. — Новосибирск, 2005. — 37 с.
- Тактика полевых работ в Новосибирской области в 2006 году с учетом складывающихся условий: рекомендации / соавт.: А. С. Донченко и др.; Новосиб. гос. аграр. ун-т. — Новосибирск, 2006. — 126 с.

## Награды
- Орден Дружбы (2003)
- Медаль «В ознаменование 100-летия со дня рождения Владимира Ильича Ленина» (1970)
- Медаль «За трудовую доблесть» (1975)
- Медаль «Ветеран труда» (1986)
- Заслуженный работник сельского хозяйства Российской Федерации (1996)
- Нагрудный знак «Изобретатель СССР»
- 3 серебряные и 3 бронзовые медали ВДНХ